# Wolfgang Lange (général)
Pour les articles homonymes, voir Wolfgang Lange et Lange.
Wolfgang Lange (1er juin 1898 à Tübingen – 10 février 1988 à Gräfelfing) est un Generalleutnant allemand qui a servi dans la Heer au sein de la Wehrmacht pendant la Seconde Guerre mondiale.
Il a été récipiendaire de la Croix de chevalier de la Croix de fer. Cette décoration est attribuée pour récompenser un acte d'une extrême bravoure sur le champ de bataille ou un commandement militaire avec succès.

## Biographie
Wolfgang Lange est capturé le 15 avril 1945 par les forces américaines dans la Poche de la Ruhr. Il est libéré en octobre 1947.

## Décorations
- Croix de fer (1914)
  - 2e Classe
  - 1re Classe
- Croix d'honneur
- Agrafe de la Croix de fer (1939)
  - 2e Classe
  - 1re Classe
- Croix du mérite de guerre avec Glaives
  - 2e Classe
  - 1re Classe
- Croix de chevalier de la Croix de fer
  - Croix de chevalier le 14 mai 1944 en tant que Generalmajor et commandant du Korps Abteilung C[1]